# Dariush Mehrjui
Dariush Mehrjui (en persa, داریوش مهرجویی), (Teheran, 8 de desembre de 1939 - Karaj, 14 d'octubre de 2023) va ser un director de cinema, guionista i productor iranià. A més del cinema, va traduir al persa obres del dramaturg francès Eugen Ionescu i del filòsof alemany Herbert Marcuse.

## Biografia
Diplomat en Filosofia per la Universitat de Califòrnia a Los Angeles el 1964, Mehrjui va fer la seva primera pel·lícula el 1966, Almaas 33. La seva pel·lícula següent, Gāv, amb Ezzatollah Entezami en el paper principal i en què exposa el patiment d'un granger i la duresa de la vida rural al país, és una obra destacada de la història del cinema iranià. Ha estat considerat com un dels cineastes intel·lectuals del cinema del seu país, i la majoria de les seves pel·lícules han estat basades en novel·les tant iranianes com estrangeres. El 1993, va guanyar la Conquilla d'Or a Sant Sebastià a la millor pel·lícula amb l'obra Sara, una adaptació de la clàssica peça teatral Casa de nines de Henrik Ibsen.
El 2023, Dariush Mehrjui i la seva esposa, la guionista i escenògrafa Vahideh Mohammadifar, van ser assassinats a casa seva amb diverses punyalades al coll després d'haver rebut amenaces a les xarxes socials.

## Filmografia
- 1966: Almaas 33
- 1969: Gāv
- 1971: Postchi
- 1972: Aghaye Hallou
- 1975: Dayereh mina
- 1980: Hayate Poshti Madreseye Adl-e-Afagh
- 1983: Voyage au pays de Rimbaud (documental en francès)
- 1986: Ejareh-Neshinha
- 1988: Shirak
- 1990: Hamoun
- 1991: Baanoo
- 1993: Sara
- 1995: Pari
- 1996: Leila
- 1998: Derakhte Golabi
- 2000: The Mix
- 2000: Els contes de Kish (seqüència Dokthar Dā'i gom shode)
- 2002: Bemani
- 2004: Mehman-e maman
- 2006: Fereshte va farsh
- 2007: Santouri
- 2010: Aseman-e mahboob
- 2012: Narenji Poush
- 2013: Che khoobe ke bargashti
- 2014: Ašbāh
- 2020: La minor